# NXT TakeOver: WarGames III
NXT TakeOver: WarGames III è stata la ventisettesima edizione della serie NXT TakeOver, prodotta dalla WWE per il roster di NXT, e trasmessa in diretta sul WWE Network. L'evento si è svolto il 23 novembre 2019 all'Allstate Arena di Rosemont (Illinois).
La serie di NXT TakeOver, riservata ai lottatori di NXT (settore di sviluppo della WWE), è iniziata il 29 maggio 2014, con lo show tenutosi alla Full Sail University di Winter Park (Florida). I Dark Match sono contati dalla WWE come taping per la prossima puntata di NXT.
Il nome dell'evento deriva da una vecchia stipulazione introdotta per la prima volta nella National Wrestling Alliance e ripresa successivamente nella World Championship Wrestling, ovvero il WarGames match.
Questo evento, inoltre, è stato il primo a presentare un incontro nel pre-show: Angel Garza, infatti, avrebbe affrontato Isaiah "Swerve" Scott.

## Storyline
Nella puntata di NXT del 30 ottobre, si è verificata una rissa tra tutte le donne del roster dopo che Tegan Nox e Dakota Kai sono state sconfitte dalle Women's Tag Team Champions, le Kabuki Warriors (Asuka e Kairi Sane). Ciò ha spinto il General Manager, William Regal, a programmare il primo WarGames Match di sempre al femminile con Rhea Ripley e la NXT Women's Champion Shayna Baszler come capitane delle rispettive squadre. Il 6 novembre, prima della messa in onda di NXT, Ripley sceglie Candice LeRae e Tegan Nox, mentre Baszler sceglie Bianca Belair e Io Shirai. Nella stessa notte, durante NXT, Ripley ha scelto Mia Yim, dopo che la stessa Yim ha salvato la sua squadra da una rissa, a seguito di un match tra la Baszler e Dakota Kai. Nell'episodio del 13 novembre di NXT, si è tenuto un Ladder match tra Yim e Shirai per determinare quale squadra avrebbe ottenuto il vantaggio nel WarGames Match (cioè la possibilità di fare entrare nella gabbia i propri componenti prima dell'altra squadra); la NXT UK Women's Champions Kay Lee Ray ha interferito, permettendo a Shirai di vincere, e successivamente si è unita alla squadra di Baszler. Tuttavia, durante il pre-show di WarGames, Yim è stata attaccata nel backstage da una persona sconosciuta e non è stata dichiarata in grado di combattere. Di conseguenza, Ripley dovette scegliere Kai come sua sostituta.
Nella puntata di NXT del 30 ottobre Bobby Fish e Kyle O'Reilly dell'Undisputed Era, gli NXT Tag Team Champions, hanno sconfitto Matt Riddle e Keith Lee. Successivamente, l'Undisputed Era ha continuato ad attaccare Lee e Riddle, prima dell'arrivo di Tommaso Ciampa. La settimana successiva, un WarGames match venne programmato tra il Team Ciampa (Ciampa, Riddle, Lee e un partner di loro scelta) contro The Undisputed Era. Nell'episodio del 13 novembre di NXT, dopo un match tra Lee e Roderick Strong, The Undisputed Era attaccò Ciampa e Lee fino all'arrivo di Dominik Dijakovic. Dijakovic si offrì di essere il quarto membro della squadra e Ciampa accettò. Più tardi quella notte, Riddle lasciò la squadra di Ciampa dopo essere stato inserito in un match contro Finn Bálor. Nell'episodio del 20 novembre di NXT, Cole sconfisse Dijakovic in un Ladder match per ottenere il vantaggio nel WarGames Match.
Nella puntata di NXT del 13 novembre Finn Bálor ha insultato il roster di NXT come "tutti i ragazzi che non riescono a rispondere a un attacco", menzionando in particolare Johnny Gargano e Matt Riddle. Riddle attaccò Bálor, che si ritirò. Più tardi, quella sera, Riddle ha assistito i suoi allora partner di WarGames Keith Lee e Tommaso Ciampa contro i loro avversari in programma, The Undisputed Era. Tuttavia, durante il match, Bàlor attaccò RIddle. Di conseguenza, è stato organizzato un match tra i due per TakeOver.
Nella puntata di NXT del 16 ottobre Pete Dunne ha attaccato Killian Dain, prima del match in programma tra Dunne e Damian Priest. Priest avrebbe successivamente sconfitto Dunne dopo un colpo basso. Una rivincita tra Dunne e Priest è stata organizzata nell'episodio del 6 novembre di NXT, in cui Dunne vinse per sottomissione. Dopo l'incontro, Dain attaccò sia Dunne che Priest. Nell'episodio del 13 novembre di NXT era programmato un incontro tra Dunne e Dain. Tuttavia, Priest attaccò Dain e successivamente si verificò una rissa tra i tre. Il 19 novembre, un Triple Threat match tra Dunne, Priest e Dain è stato programmato per TakeOver, con il vincitore che avrebbe ricevuto un match per il NXT Championship contro il campione Adam Cole a Survivor Series la notte successiva.

## Risultati
| #        | Match | Stipulazioni                                                                                  | Durata |
| -------- | --- | --------------------------------------------------------------------------------------------- | ------ |
| Pre-show | Angel Garza ha sconfitto Isaiah "Swerve" Scott | Single match                                                                                  | 7:35   |
| 1        | Team Ripley (Candice LeRae, Dakota Kai, Rhea Ripley e Tegan Nox) ha sconfitto Team Baszler (Bianca Belair, Io Shirai, Kay Lee Ray e Shayna Baszler) | WarGames match                                                                                | 27:25  |
| 2        | Pete Dunne ha sconfitto Damian Priest e Killian Dain                                                                                                | Triple Threat match per determinare il contendente n°1 all'NXT Championship a Survivor Series | 19:55  |
| 3        | Finn Bálor ha sconfitto Matt Riddle | Single match                                                                                  | 14:20  |
| 4        | Team Ciampa (Dominik Dijakovic, Keith Lee, Kevin Owens e Tommaso Ciampa) ha sconfitto The Undisputed Era                                            | WarGames match                                                                                | 38:25  |